# Charlie și fabrica de ciocolată
Charlie și fabrica de ciocolată (titlu original: Charlie and the Chocolate Factory) este un film fantastic muzical pentru copii din 2005 regizat de Tim Burton. Este o coproducție americano-britanico-australiană. Rolurile principale au fost interpretate de actorii Johnny Depp și Freddie Highmore. Scenariul, scris de John August, se bazeză pe cartea pentru copii Fabrica de ciocolată a lui Charlie de Roald Dahl.

## Distribuție
- Johnny Depp - Willy Wonka
- Freddie Highmore - Charlie Bucket
- David Kelly - Grandpa Joe
- Helena Bonham Carter - Mrs. Bucket
- Noah Taylor - Mr. Bucket
- Deep Roy - Oompa-Loompas
- Missi Pyle - Mrs. Beauregarde
- James Fox - Mr. Salt
- Christopher Lee - Dr. Wilbur Wonka
- Adam Godley - Mr. Teavee
- Franziska Troegner - Mrs. Gloop
- AnnaSophia Robb - Violet Beauregarde
- Julia Winter - Veruca Salt
- Jordan Fry - Mike Teavee
- Philip Wiegratz - Augustus Gloop
- Blair Dunlop - Young Willy Wonka
- Liz Smith - Grandma Georgina
- Eileen Essell - Grandma Josephine
- David Morris - Grandpa George
- Geoffrey Holder - the Narrator